# Catí
Catí är en kommunhuvudort i Spanien.   Den ligger i provinsen Província de Castelló och regionen Valencia, i den östra delen av landet, 300 km öster om huvudstaden Madrid. Catí ligger 665 meter över havet och antalet invånare är 847.
Terrängen runt Catí är kuperad.Runt Catí är det glesbefolkat, med 12 invånare per kvadratkilometer. Närmaste större samhälle är Morella, 19,4 km nordväst om Catí. 